# مشاركة الكويت في حرب 67
مشاركة الكويت في حرب 67 هي مشاركة عسكرية واقتصادية قامت بها دولة الكويت خلال حرب 67 ضد إسرائيل، وشاركت الكويت بإرسال قواتها إلى الجبهة المصرية ومشاركتها في حظر تصدير النفط للدول المساندة لإسرائيل.

## التطوع
ما أن فتحت سجلات التطوع في مخافر الشرطة، حتى غصت بكبار السن والشباب، الكل يريد أن يحظى بشرف الاشتراك في المعركة، هذا ما سجلَّته الأحداث يوم 25 مايو 1967، في الوقت الذي كانت فيه الكويت تدرس ترتيبات نقل قواتها العسكرية إلى مصر.

## لواء اليرموك
في السابع والعشرين من مايو 1967 تتحرك قطعت من القوات المسلحة متوجهة إلى أرض الفداء، لتشترك إلى جانب القوات العربية في معركة الشرف والكرامة وأعلنت الكويت إيقاف مصالح الدول المؤيدة لإسرائيل، وناشدت إيران عدم تزويد إسرائيل بالنفط، وذلك في جلستين تاريخيتين عقدهما مجلس الوزراء ومجلس الأمة.
تصدرت الصحف حينذاك صور الأبطال في القوات المسلحة الكويتية أثناء تجمعهم للانتقال إلى مصر.
تسارعت الأحداث والمواقف يوم 28 مايو 1967، وزير الدفاع والداخلية الشيخ سعد العبدالله الصباح قال:
| مشاركة الكويت في حرب 67 | انتهى وقت الكلام وبدأ العمل | مشاركة الكويت في حرب 67 |

وأمر أميري بتعيين الزعيم صالح محمد الصباح، نائب رئيس الأركان العامة، قائداً للواء اليرموك، ومجلس الوزراء يمنع تصدير المواد الغذائية من الكويت.

## الموقع
قسم القادة المصريون جبهة سيناء عشية حرب يونيو 1967م إلى المحاور الثلاثة الشمالي والأوسط والجنوبي، ويظهر وضع القوات الكويتية في مدينة رفح وهو قاطع عمليات المحور الشمالي حجم الاعتماد عليها ربما ليس لحجمها ولكن بما تملك من سلاح حديث وتدريب جيد.

موقع رفح في قطاع غزة الذي كان يتواجد فيه الجيش الكويتي على المحور الشمالي

لأن المحور الشمالي كما قدرت القيادة المصرية يأتي في المرتبة الثانية في ترتيب أهمية المحاور حسب صلاحيتها للهجوم الإسرائيلي.

## الاستعداد في الجبهة المصرية
طلبت القيادة المصرية تحريك القوات الكويتية بأسرع وقت ممكن إلى منطقة رفح في قطاع غزة، وكان ذلك يتطلب خطوة تسبق التحرك وهي مهمة استطلاع القائد للمواقع الجديدة وطريق مسير قواته إلى هناك، حيث تم تشكيل فريق استطلاع بالهيلوكبتر تحرك في يوم 4 يونيو 1967م للجبهة وكان مشكلاً من العميد صالح الصباح والمقدم سعدي مطلق والمقدم محمد البدر.
وقد كانت مدينة رفح هي نقطة حشد القوات الكويتية ضد العدو الإسرائيلي، وقد أعدت القوات المصرية قطارا لنقل الأفراد إلى مدينة رفح حيث غادر إلى الخطوط الأمامية مساء 4 يونيو، حيث صدرت الأوامر لكتيبة بقيادة العقيد عبدالله فراج الغانم ومعه الرائد عمر زعيتر بالتحرك بذلك القطار. وبعد مغادرة القطار الأول بدأ تجهيز القطار الثاني وهو قطار بضائع لحمل المعدات الثقيلة المكونة من مدافع كومبات بالإضافة إلى آليات سحب روسية استعيرت من المصريين لسحب المدافع الكويتية حيث لم تكن ذاتية الحركة.

## الحرب

### 5 يونيو 1967م
لقد فصل العسكريون في كليات القيادة الأركان في مشارق الأرض ومغاربها في خطة رئيس الأركان العامة الإسرائيلي الجنرال إسحاق رابين، ومجدوا الحرب الخاطفة التي قادها ضد القوات العربية. ويجعلنا استرجاع حرب إسرائيل الخاطفة أو حرب الأيام الستة كما هو دارج في المصادر الإسرائيلية والغربية تمجيدا لقصر وقتها.
الخطة التي نفذتها قوات رابين لم تكن الا سيناريو مكررا لخطط معظم الغزاة الذين هاجموا مصر مخترقين شبه جزيرة سيناء
قامت إسرائيل بغارات جوية على سيناء والدلتا والقاهرة ووادي النيل، دمرت فيها 25 مطاراً حربياً وما لا يقل عن %85 من طائرات مصر وهي جاثمة على الأرض. وطبقا للبيانات الإسرائيلية تم تدمير 209 طائرات من أصل 340 طائرة.
في منطقة عمليات لواء اليرموك الكويتي كان خرق دفاعات الفرقة المصرية السابعة في رفح على عاتق مجموعة القتال الإسرائيلية بقيادة الجنرال يسرائيل طال، ثم الاندفاع بعد الخرق لتدمير كل ما يشكل عمق الفرقة المصرية السابعة، قبل أن تتوافر الفرصة والوقت الكافي للقيادة المصرية كي تعيد توزيع الأدوار الدفاعية بعد أن تفيق من أثر الضربة الأولى.
بعد ذلك كان على قوة وحدة طال أن تنقسم إلى قسمين: أحدهما ثانوي يواصل الزحف على المحور الشمالي صوب رمانة والقنطرة، والآخر رئيسي يزحف جنوباً نحو بير لحفن ثم جبل لبنى، ويواصل الزحف بعد ذلك نحو القناة في مواجهة الاسماعيلية، وقد استطاعت قوة طال بهجومها تدمير فرقتي مشاة النسق الأول، السابعة والثانية، التي كان يرتكز عليهما النظام الدفاعي لمصر في سيناء.
كان ذلك هو دور القوات الإسرائيلية وقد نفذته بنجاح، أما دور القوات المصرية فتمثل في خروج فرقة المشاة السابعة والمسؤولة عن المحور الشمالي عن نطاقها الحصين في الشيخ زويد لترابط ما بينه وبين مدينة رفح في سعي لتأمين دفاع عن جنوب القطاع لمنع عزله عن سيناء، فجاءت مهمات الفرقة المناطة بها فوق قدراتها، مما انتهى بالفرقة السابعة إلى أن تصبح سهلة الاختراق من القلب ومن الأجنحة معا وهي نتيجة أودت بالفرقة إلى أن تصبح سهلة الهزيمة على الرغم من قتالها البطولي في اليوم الأول من الحرب وقبل أن يستشهد قائدها اللواء عبد العزيز سليمان وينفتح الباب على مصراعيه إلى العريش كبرى حواضر سيناء. كانت القوة الكويتية في طريقها إلى مدينة رفح مرورا بالعريش عندما بدأ الهجوم الإسرائيلي، وهو ما أدى إلى عودة القوة الكويتية إلى العريش وكما كان متوقعا قامت المقاتلات الإسرائيلية بضرب العربة الأولى والعربة الأخيرة من القطار فتوقف القطار. وكانت قد ظهرت أول دبابة إسرائيلية في منطقة العريش أمام النصب التذكاري في مدخل العريش حوالي الساعة 6:40 دقيقة مساء وسط ذهول الجميع الذين كانت تملأ قلوبهم مشاعر العزة والفخر والاعتقاد بالأمن والسلام، وكان ذلك يعني حصار وعزل الفرقة السابعة، حيث لم يبق الا المقاومة الشعبية، حيث تحركت وحدات الحرس الوطني وفرق المقاومة الشعبية بعد سماع أنباء وصول القوات الإسرائيلية وتم توزيع الأسلحة على الموطنين للدفاع عن الأماكن الحيوية عن المدينة.

### الانسحاب

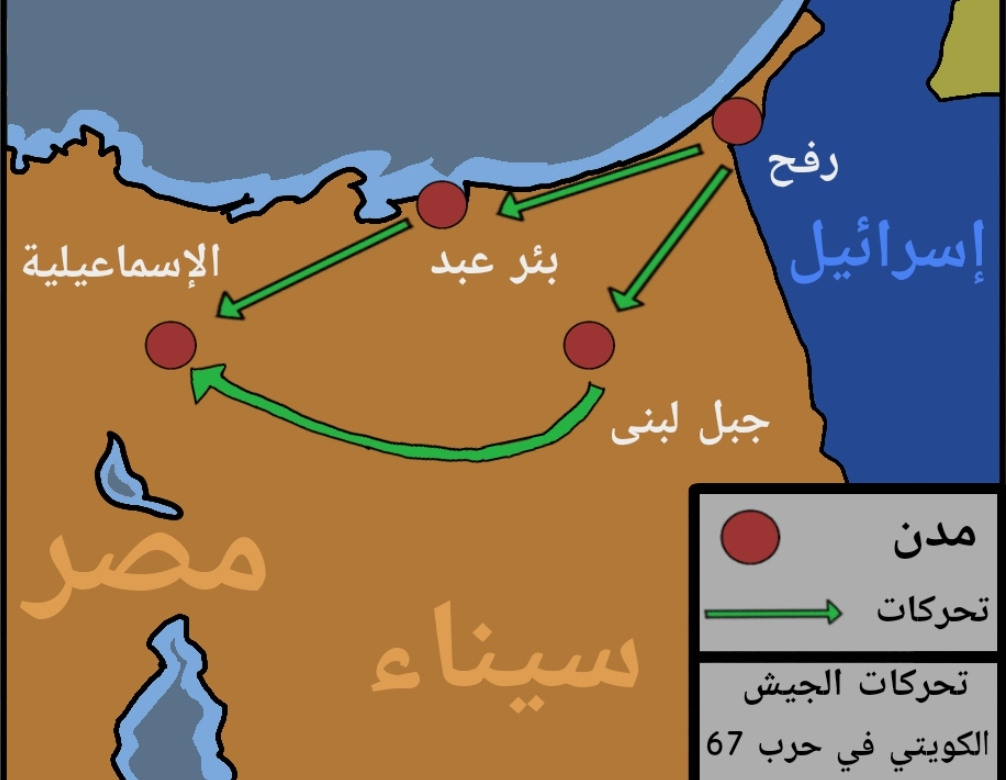
إنسحاب الجيش الكويتي وإنقسامهم إلى فرقتين والتوجه إلى منطقة الإسماعيلية في مصر.

كان الانسحاب في حرب 1967م مسمى مهذبا لما هو أكثر تعاسة، ويتم الانسحاب الناجح على شكل وثبات، مع ضرب العدو أثناء الانسحاب لجعله يدفع ثمن كل شبر يتقدمه خلفهم. وينقلب الانسحاب فرارا إذا تم بسرعة عالية وأدى لتفكك الوحدة وتعرضها لخسائر نتيجة فقد العتاد والرجال.

### 6 يونيو 1967م
في اليوم الثاني من الحرب سقطت العريش، وانفتح المحور الشمالي أمام القوات الإسرائيلية المدرعة. وذهب الطيران الإسرائيلي في تثبيت الوحدات المدرعة المصرية في الممرات الجبلية، وفي استخدام ناجح للحرب النفسية. أذاعت إسرائيل مساء اليوم نفسه أن عناصر قواتها وصلت إلى قناة السويس مما أصاب جنود الجيش المصري بالذعر.
انهارت الفرقة السابعة المصرية برجالها ودبباتها ودروعها ومدفعيتها ففقد لواء اليرموك الكويتي الظل الذي كان يركن إليه في شمس حزيران الملتهبة، وقررت القوة الكويتية الانسحاب من العريش إلى البحر وفي الشاليهات وزع فهد الأحمد الحراسات وطلب عشرة عسكريين لا يدخنون أخذهم معه للبحث عن قائد القوة في سيناء العقيد عبد الله فراج الغانم ومجموعته التي لم يظهر لهم اثر بعد الهجوم الإسرائيلي على العريش. وفي مساء اليوم الثاني كان لابد من الانسحاب غربا حيث اصدر الجنرال الإسرائيلي طال أوامره بالهجوم الرئيسي عن طريق الساحل بقيادة العقيد جراتيت يسرائيل الذي نجح بالالتفاف حول العريش ثم احتلالها.
كان على القوة الكويتية الانسحاب مرة أخرى وأخذ طريق العريش – القنطرة المعبد كدليل للمسير، ولعمل ذلك أخذ فهد الأحمد أربعة جنود للاستطلاع قبل المسير العام، وكانت الكتيبة بعد ذلك تسير على الطريق المعبد في الليل وتبتعد عنه في النهار.
كما كانوا يفككون الأسلحة في النهار حتى يخف وزنها ويتسنى حملها موزعة بين الرجال الذين أرهقهم التعب والجوع. وقد كان عدد أفراد بعض المجموعات التي تفرقت بعد الهجوم على العريش يبلغ 92 عسكريا والأخرى 50 عسكريا والبعض الآخر 18 عسكريا.
كان في كثرة تفرق المجموعة ثم الاجتماع مرة أخرى نتيجة صدفة بحته، فقد صعد الملازم ضاحي حمد أحد الكثبان الرملية وشاهد في أسفله جنودا لم يعلم أن كانوا عربا أم إسرائيليين، ثم سقط من شدة الإجهاد والعطش وتدحرج فاقدا الوعي ليستيقظ بين يدي رفاقه الكويتيين الذين افترق عنهم قبل عدة أيام.
كانت عبارات الحماس والتشجيع تتردد أثناء المسير الطويل للتخفيف من الجوع والخوف والإرهاق. وقد سارت المجموعة إلى قرية بئر العبد ثم قرية رمانة.

### 7 يونيو 1967م
وبعد منتصف ليل اليوم الثالث ظهرت كتل كبيرة داكنة وأصوات خافتة اتضح بعدها عن المجموعة الكويتية التي يبلغ عدد أفرادها 50 عسكريا أنهم قد دخلوا أطراف قرية بئر المزار التي تعد من المحطات المهمة حيث وجدت القوة الكويتية حامية عسكرية مصرية في القرية، ورحبوا بهم في استقبال عاطفي حار عندما علموا أنهم كويتيون فلم يكن على الجبهة آنذاك إلا المصريون والكويتيون فقط، وقد قدموا لهم الطعام المتوافر الذي لم يتعد شوربة عدس وبسكويت. كان رجال المجموعة الكويتية يمنون النفس بالراحة بعد التعب والشقاء.

## الأحكام العرفية
ثاني أيام الحرب، أي في يوم 6 يونيو 1967، اجتمع مجلس الأمة برئاسة احمد زيد السرحان وتلا على الأعضاء مرسوم أميري بإعلان الحرب الدفاعية بين الكويت وبين العصابات الصهيونية
وأعلن بمرسوم تعيين الشيخ جابر الأحمد ولي العهد رئيس مجلس الوزراء حاكما عرفيا عاما
تبع ذلك أصدار قرار بمنع اجتياز الطائرات الحربية غير العربية الأجواء الكويتية وهبوطها بالمطارات، ومنع مرور السفن الحربية غير العربية في المياه الإقليمية.

## وقف تصدير النفط
في 7 يونيو 1967م قرر مجلس الوزراء وقف تصدير النفط إلى بريطانيا والولايات المتحدة، وأعلن أمين مجلس الأمة سالم المضف أن السادة النواب قرروا التبرع براتب شهر كامل وعين الشيخ سالم العلي الصباح رئيسا للدفاع المدني، كذلك صدر مرسوم اميري يقضي بإنشاء الحرس الوطني وتعيين الشيخ سالم العلي رئيسا له.